# Mennonitenansiedlung Alt-Samara
Die Mennonitenansiedlung Alt-Samara (auch Alexandertal) ist eine ehemalige Ansiedlung preußischer Mennoniten im Gouvernement Samara in Russland. Sie wurde 1859 gegründet und existierte bis 1941 als deutsche Ansiedlung.

## Geschichte
Die Kolonie Alt-Samara lag nordöstlich des Kreuzungspunktes des 54. Breitengrades und des 68. Längengrades (östlich Ferro-Meridian, entsprechend 50° 20′ östlich Greenwich) am Flüsschen Kondurtscha, einem Zufluss des in die Wolga mündenden Sok, etwa 90 km östlich der Wolga und 130 km nördlich der Gouvernementstadt Samara.
Die Siedlung wurde 1859 von dem Siedlungsleiter Claas Epp auf ein Sonderprivileg des Zaren Alexander II. gegründet. Der mennonitische Teil bestand aus 11 Dörfern bzw. Gehöften, die administrativ zur Alexandertaler Wolost im Ujesd Samara zusammengefasst wurden. Ab 1863 siedelten sich lutherische Siedler aus der Gegend um Łódź ebenfalls etwas weiter nördlich in der Gegend an und gründeten Dörfer, die die Konstantinower Wolost (heute: Bolschaja Konstantinowka) im Ujesd Samara bildeten.
Alt-Samara war ein Sammelname für die gesamte Kolonie, einschließlich des lutherischen Teils. Der mennonitische Teil wurde als Kolonie Alexandertal und der lutherische als Konstantinow bezeichnet.
1941 wurde die gesamte deutsche Bevölkerung der Ansiedlung Alt-Samara nach Kasachstan deportiert. Damit endete die Geschichte dieser Orte als deutsche Ansiedlung. Heute sind einige Dörfer vollständig zerstört, in den anderen leben mehrheitlich Tataren, Russen, Tschuwaschen und Angehörige anderer Ethnien. Dieser Artikel befasst sich mit dem mennonitischen Teil der Kolonie.

### Gründung der Kolonie
Nach der Gründung der mennonitischen Kolonie Chortitza (1789) und der Kolonie Molotschna (1804) war ein beträchtlicher Teil der Mennoniten von Westpreußen nach Russland eingewandert. Zar Nikolaus I. hatte diese Einwanderung jedoch 1835 durch ein Gesetz verboten. Die politischen Entwicklungen in den deutschen Staaten, vor allem die Revolution von 1848/49, hatte viele preußischen Mennoniten jedoch in Unruhe versetzt und sie zur Suche nach neuen Siedlungsmöglichkeiten bewegt. So erwirkte der Fürstenwerdersche Dorfschulze Claas Epp (1803–1881) 1853 beim Zaren Nikolaus I. ein Sonderprivileg für die Gründung der Mennonitenansiedlung Am Trakt und 1859 vom kurz zuvor auf den Thron gekommenen Zaren Alexander II. ein Sonderprivileg zur Gründung der Kolonie Alt-Samara. Im September 1859 kamen die ersten Familien an und gründeten das Dorf Alexandertal zu Ehren des Zaren, der sie hierher eingeladen hatte. Insgesamt bestand der mennonitische Teil der Kolonie aus folgenden Dörfern:
| Dorf                                                                             | Gründungsjahr                                              | Landbesitz pro Familie | Einwohnerzahl 1913         | Heutiger Name    |
| -------------------------------------------------------------------------------- | ---------------------------------------------------------- | ---------------------- | -------------------------- | ---------------- |
| Alexandertal                                                                     | 1859                                                       | 65 Dessjatinen         | 55 Familien (255 Personen) | Nadeschdino      |
| Neuhoffnung                                                                      | 1860                                                       | 65 Dessjatinen         | 25 Familien (142 Personen) | (zu Nadeschdino) |
| Mariental (zu Ehren der Zarin Maria Alexandrowna)                                | 1863                                                       | 65 Dessjatinen         | 26 Familien (137 Personen) | Nowaja Schisn    |
| Grotsfeld (zu Ehren des Gouverneurs von Samara (1853–1861) Konstantin Grot)      | 1863                                                       | 65 Dessjatinen         | 8 Familien (45 Personen)   | Jagodny          |
| Murawjowka (zu Ehren des Ministers für Staatsgüter (1857–1861) Michail Murawjow) | 1863                                                       | 65 Dessjatinen         | 16 Familien (59 Personen)  | –                |
| Orloff                                                                           | 1867                                                       | 32 Dessjatinen         | 17 Familien (73 Personen)  | Orlowka          |
| Liebental                                                                        | 1870                                                       | 32 Dessjatinen         | 11 Familien (41 Personen)  | (zu Orlowka)     |
| Schönau                                                                          | 1870                                                       | 32 Dessjatinen         | 25 Familien (132 Personen) | Krasnowka        |
| Lindenau                                                                         | 1870                                                       | 32 Dessjatinen         | ?                          | ?                |
| Marienau                                                                         | 1870                                                       | 32 Dessjatinen         | ?                          | ?                |
| Rettungstal                                                                      | um 1900 allmählich von den lutherischen Siedlern abgekauft | ?                      | ?                          | ?                |

Die Auswanderung preußischer Mennoniten nach Alt-Samara setzte sich bis etwa 1878 fort. Siedlungsleiter war Claas Epp (1803–1881).

### Kirche und Schulwesen
Als im Sommer 1862 der ordinierte Prediger Dietrich Hamm (1814–1873) aus Ladekopp (Westpreußen) nach Alexandertal kam, wurde die Mennonitengemeinde offiziell ins Leben gerufen und Dietrich Hamm wurde der erste Gemeindeälteste. 1866 wurde das Kirchengebäude errichtet, das heute noch steht und seit 1934 als Dorfklub genutzt wird. 1887 wurde in Alt-Samara zusätzlich eine Mennoniten-Brüdergemeinde gegründet.
Die Kolonie hatte um 1900 Grundschulen (Klassenstufen 1–4) in den Dörfern Alexandertal, Mariental, Grotsfelde, Murawjewka und Schönau und eine Ministerialschule (Klassenstufen 5–9) in Alexandertal. Unterrichtet wurden die Schüler größtenteils von mennonitischen oder lutherischen Lehrern in deutscher Sprache. Erst in der Sowjetzeit kamen zunehmend russischsprachige Lehrer an die mennonitischen Schulen. 1934 wurde der Schulunterricht in russischer Sprache gesetzlich verordnet.

### Entwicklung der Kolonie bis 1917
Wegen der Entlegenheit von den Absatzgebieten, ging die wirtschaftliche Entwicklung bis zur Jahrhundertwende nur langsam, aber stetig voran. 1870 gab es in der Kolonie 6 Motormühlen, 2 Ziegelfabriken und 4 Schmieden.
In den 1890er Jahren schlossen sich vier Landwirte zu einer Molkereigenossenschaft zusammen, was die Rinderzucht in der Kolonie rasch vorantrieb. Der hier hergestellte Tilsiter Käse wurde bald in allen Teilen Russlands bekannt und fehlte auf keiner landwirtschaftlichen Ausstellung des Landes.
Um 1900 begann ein schneller wirtschaftlicher Aufschwung, begünstigt durch die eingerichteten Molkereien, die aufgebesserte Vieh und Pferdezucht, sowie durch Einführung neuer Weizenarten und die Verbindung durch die neue Bahnlinie. Infolgedessen stiegen die Landpreise innerhalb von 10 Jahren um das Dreifache und ein allgemeiner Wohlstand verbreitete sich.
1906 wurde das Handelshaus Harder, Wiebe und Co gegründet, das landwirtschaftliche Maschinen in der Kolonie und in der weiteren Umgebung vertrieb. Bereits 1907 eröffnete das Handelshaus eine Filiale in Koschki, einem größeren, nördlich der Kolonie gelegenen Selo (heute Rajonverwaltungszentrum) unweit der in jener Zeit im Bau befindlichen und 1916 durchgehend fertiggestellten Eisenbahnstrecke (Wolga-Bugulma-Eisenbahn) von Simbirsk (heute Uljanowsk) nach Tschischmy bei Ufa.
1910 besuchte der russische Ministerpräsident Pjotr Stolypin die Kolonie. Im gleichen Jahr 1910 wurde ein landwirtschaftlicher Verein ins Leben gerufen, der auf eigenen Versuchsfeldern neues Saatgut und landwirtschaftliche Maschinen ausprobierte. Dieser Verein bewirkte, dass die herkömmliche Dreifelderwirtschaft durch eine Mehrfelderwirtschaft abgelöst wurde. Durch seine Arbeit erlebte die Rinderzucht und die Pferdezucht einen großen Aufschwung.
Wie bei den Mennoniten üblich, hatte die Kolonie Alt-Samara ein eigenes Versicherungssystem. Die Kolonie bildete eine Filiale der Molotschnaer Feuerversicherung, hatte aber einen eigenen „Brandältesten“ (von 1895 bis mind. 1913 Heinrich Görz aus Murawjewka). Kolonieintern gab es eine Pferdeversicherung gegen Diebstahl, eine eigene Fuhrordnung gegen Brandschäden, um Baumaterial zu beschaffen und geschädigten Futter und Getreide zu erstatten, ebenso wie eine eigene Erbschaftsordnung.
Die Kolonie blieb relativ klein. 1913 lebten in der mennonitischen Wolost Alexandertal (ohne die Tochtersiedlungen) 182 Familien mit insgesamt 884 Personen.

#### Gründung von Tochtersiedlungen
Als das Land in der Kolonie für die heranwachsenden Söhne knapp wurde, kauften einige Bewohner von Alt-Samara Land in der Umgebung und gründeten dort Tochtersiedlungen:
- Alexandrowka (1897) – 750 Dessjatinen Neuland, um 1914 rund 50 Bewohner
- Besentschuk (1897) – unweit Besentschuk, 40 Meilen von Alexandertal entfernt; 1500 Dessjatinen Neuland, um 1914 rund 100 Bewohner
- Bugulma (1910) – unweit Bugulma; 1000 Dessjatinen Neuland, um 1914 rund 50 Bewohner.

### Alt-Samara in der Sowjetzeit
Nach der Oktoberrevolution 1917 wurden die reichen Bauern enteignet, sie bekamen jedoch einen Teil ihres Eigentums nach dem russischen Bürgerkrieg wieder zurück.
1924 wurde im Dorf Alexandertal die erste Elektrostation des gesamten Gebiets eingerichtet.
Von 1929 bis 1930 wurde der Privatbesitz in der gesamten Ansiedlung kollektiviert und die reicheren Bauern in das Gebiet Archangelsk verschickt. Die mennonitischen Dörfer wurden in Kolchosen zusammengefasst. Diese Kolchosen wurden bekannt für ihre Rassenpferdezucht und die Opiumherstellung für medizinische Zwecke.
Nach Ausbruch des Krieges gegen Deutschland 1941 wurde die gesamte deutsche Bevölkerung der Kolonie zwischen dem 3. und 5. Dezember 1941 nach Kasachstan in das Gebiet Karaganda deportiert.

### Alt-Samara heute
Die Nachkommen der Bewohner von Alt-Samara leben heute verstreut in Deutschland, USA, Kanada und vereinzelt in Russland. Im September 2002 veranstalteten die Überlebenden Bewohner Alt-Samaras und ihre Nachkommen in Höningen ein Gedenktreffen an ihre alte Kolonie.
Am 12. September 2009 fand in Frankenthal (Pfalz) eine Gedenkfeier zum 150. Jubiläum der Ansiedlungsgründung statt. Am 19. September 2009 feierten die heutigen Bewohner der ehemaligen deutschen Dörfer Alt-Samaras ebenfalls das 150-jährige Jubiläum der Kolonie im heutigen Nadeschdino (ehemals die Dörfer Alexandertal und Neuhoffnung). Anwesend waren höhere Regierungsvertreter des Gebietes und eine Delegation von Nachkommen der Samaraer Mennoniten aus Deutschland.
Die noch existierenden Dörfer der Kolonie gehören zu den Landgemeinden Nadeschdino (mit den Ortsteilen Jagodny und Nowaja Schisn) sowie Orlowka (mit dem Ortsteil Krasnowka), beide im Rajon Koschki der Oblast Samara.

## Söhne und Töchter der Kolonie
- Claas Epp, 1803–1881, Begründer und Siedlungsleiter der Kolonie
- Dietrich Hamm, 1804–1873, der erste Kirchenälteste der Kolonie
- Bernhard Harder, 1878–1970, Mitbegründer des Handelshauses Harder, Wiebe und Co, späterer Leiter der Großstadt-Mission für Hamburg und Altona
- Johannes Harder, 1903–1987
- Hermann Riesen, 1882–1960, Vertreter des AMLV aus Alt-Samara